# 順決擇分
決擇分，玄奘譯為順決擇分，又稱達分善根、四殊勝善根、四善根、四加行，佛教術語，是說一切有部修行次第理論中的位階之一，位於順解脫分之後，見道之前。由煖、頂、忍、世第一法，四個善根組成。

## 釋義
《大毘婆沙論》記載：順決擇分即為順聖道分，此四法亦名行諦、修治、善根：
|  | 問：此何故名順決擇分？ 答：決擇者，謂聖道，如是四種，是順彼分，順彼分中，此四最勝，是故名為順決擇分。即此四種，亦名行諦，亦名修治，亦名善根。 - 行諦者，謂：以無常等十六行相，遊歷四諦故。 - 修治者，謂：為求聖道，修治身器，除去穢惡，引起聖道故；猶如農夫，為求子實，修治田地，除去穢草，此亦如是。 - 善根者，謂：聖道涅槃，是真實善，此四與彼，為初基本，為安足處故，名為根。 |

順決擇分，是指能帶來聖道之果的四種善法。其中，決擇（nirvedha），是決斷簡擇之意，意指聖道，是也就是見道、修道、無學道三者，以及能分別四聖諦之意。分（bhāga），可以譯為分段、成分、部分，在此是指見道這一分。決擇分（nirvedhabhāgīya）由這兩個單字組成，代表著能夠導向聖道的見道這一份，因此真諦將其譯為決擇分。
將「分」（bhāga）形容詞化之後，成為bhāgīya，有「屬於什麼的」，「什麼有關係的」 ，「促成什麼的」之意。也就是說，以這四善根為緣，「順」這四個善根，可以導向「決擇分」，因此玄奘將其譯為順決擇分。普光解釋，這其中存在因果關係，順著這四種善根是因，引向決擇分，也就是見道，是果，因此譯為順決擇分。

## 內容
順決擇分善根，以五蘊為自性，皆是色界繫，各有六種種性差别，四法依次為：煖、頂、忍和世第一法。

### 煖
在迦多衍尼子《發智論》中，「煖」法是少分信愛正法律，始能忍順「聖所愛戒」：
|  | 云何煖？ 答：若於正法、毘奈耶中，有少信愛，如世尊為馬師、井宿二苾芻說：「此二愚人，離我正法及毘奈耶，譬如大地去虛空遠，此二愚人，於我正法、毘奈耶中，無少分煖。」 |

### 頂
「頂」法是小量信佛法僧，始能修習「四預流支」：
|  | 云何頂？ 答：於佛法僧，生小量信，如世尊為《波羅衍拏》摩納婆說：「若於佛法僧，生起微小信，儒童應知彼，名已得頂法。」 云何頂墮？ 答：如有一類，親近善士，聽聞正法，如理作意，信「佛菩提，法是善說，僧修妙行；色無常，受、想、行、識無常；善施設苦諦，善施設集、滅、道諦」；彼於異時，不親近善士，不聽聞正法，不如理作意，於已得世俗信，退沒破壞，移轉亡失，故名頂墮；如佛即為《波羅衍拏》摩納婆說：「若人於如是，三法而退失，我說彼等類，應知名頂墮。」 |

### 忍
在對增上慢的論述中介入了「忍」法，即以前三預流支為加行，修習堅住無間，而得隨順四聖諦理或八聖道之善根：
|  | 如有一類，親近善士，聽聞正法，如理作意，由此因緣，得諦順忍。 - 苦現觀邊者，於苦，忍、樂、顯了是苦。 - 集現觀邊者，於集，忍、樂、顯了是集。…… - 滅現觀邊者，於滅，忍、樂、顯了是滅。 - 道現觀邊者，於道，忍、樂、顯了是道。…… |

### 世第一法
並對是為见道根基的「世第一法」进行了詳細闡述：
|  | 云何世第一法？ 答：若心、心所法，為等無間，入正性離生，是謂世第一法。有作是說：若五根，為等無間，入正性離生，是謂世第一法。於此義中，若心、心所法，為等無間，入正性離生，是謂世第一法。 何故名世第一法？ 答：如是心、心所法，於餘世間法，為最、為勝，為長、為尊，為上、為妙，故名世第一法。復次、如是心、心所法，為等無間，捨異生性，得聖性，捨邪性，得正性，能入正性離生，故名世第一法。 世第一法，當言欲界繫？色界繫？無色界繫耶？ 答：應言色界繫。 何故此法，不應言欲界繫耶？ 答：非以欲界道，能斷蓋、制纏，令欲界纏，不復現起；乃以色界道，能斷蓋、制纏，令欲界纏，不復現起。……是故，世第一法，不應言欲界繫。 何故此法，不應言無色界繫耶？ 答：入正性離生，先現觀欲界苦為苦，後合現觀色、無色界苦為苦，聖道起，先辯欲界事，後合辯色、無色界事。……是故，世第一法，不應言無色界繫。復次、入無色定，除去色想，非除色想能知欲界；若緣此法，起苦法智忍，即緣此法，起世第一法。 世第一法，當言有尋有伺？無尋唯伺？無尋無伺耶？ 答：應言或有尋有伺，或無尋唯伺，或無尋無伺。…… 世第一法，當言樂根相應？喜根相應？捨根相應耶？ 答：應言或樂根相應，或喜根相應，或捨根相應。…… 世第一法，當言一心？多心耶？ 答：應言一心。 何故此法，非多心耶？ 答：從此心、心所法，無間不起餘世間心，唯起出世心。…… 世第一法，當言退？不退耶？ 答：應言不退。 何故此法，定不退耶？ 答：世第一法，隨順諦，趣向諦，臨入諦，此彼中間，無容得起不相似心，令不得入聖諦現觀。……復次、世第一法，與苦法智忍，作等無間緣，無有一法，速疾迴轉過於心者，可於爾時能作障礙，令不得入聖諦現觀，是故此法，決定不退。 |

由於《發智論》沒有明確提及順決擇分和其中的“忍法”，有研究者認為這是妙音論師《生智論》等所補充。在見道時，「世第一法」唯一念現前而得「正決定」、入「正性離生」，大眾部和分別論者某部《舍利弗阿毘曇論》等，在見道之前，立相似相續之「世第一法」為「種性地法」。

## 修行次第
說一切有部以菩提分法，特別是四念住為基礎，建立了修行次地學說，順決擇分四法，在第一位初業地，和第六位見道之間，《大毘婆沙論》進行了解說：
|  | 問：何故名念住乃至道支耶？ 答： 1. 由念勢力，折除自體故，名念住；自體即是有漏五蘊，要由念住折除彼故。 2. 於正持策身語意中，此最為勝故，名正勝；或名正斷，於正修習斷修法時，能斷懈怠故，名正斷。 3. 能為神妙功德所依故，名神足。 4. 勢用增上故，名為根。 5. 難可摧制故，名為力。 6. 助如實覺故，名覺支。 7. 助正求趣故，名道支。 ……已說菩提分法，所以次第今當說。 問：何故先說四念住乃至後說八道支耶？ 答：……復次， 1. 四念住，從初業地，乃至盡、無生智，勢用常勝，是故先說。 2. 四正勝，從煖，乃至盡、無生智，勢用常勝，是故次說。 3. 四神足，從頂，乃至盡、無生智，勢用常勝，是故次說。 4. 五根，從忍，乃至盡、無生智，勢用常勝，是故次說。 5. 五力，從世第一法，乃至盡、無生智，勢用常勝，是故次說。 6. 八道支，見道中勝。 7. 七覺支，修道中勝。 |

後世論書在此基礎上又進行了增廣演繹。